# 제임스 갱
제임스 갱(James Gang)은 1966년 오하이오주 클리블랜드에서 결성된 미국의 록 밴드이다. 이 밴드는 조 월시(기타, 리드 보컬), 톰 크리스(베이스), 짐 폭스(드럼)로 구성된 파워 트리오로 첫 음반을 녹음할 때까지 다양한 라인업 변화를 겪었다. 데일 피터스는 그 밴드의 두 번째와 세 번째 음반으로 크리스의 베이스를 대신했다. 이 밴드는 두 개의 히트곡인 〈Funk #49〉와 〈Walk Away〉를 가지고 있었는데, 이 곡은 클래식 록과 AOR 방송국에서 계속 인기를 끌고 있다. 1972년 월시는 솔로 활동을 하기 위해 떠났고 후에 이글스에 입단했다. 이 밴드는 월시를 대신할 다양한 기타리스트와 리드 싱어들과 계속 함께 했지만, 6개의 더 많은 스튜디오 음반에 걸쳐 히트곡을 만들어내지 못하고 1977년에 해체되었다. 그 이후로 여러 번 재회를 위해 다양한 화신이 개선되었다.

## 역사
드러머 짐 폭스는 처음에 클리블랜드 지역 밴드 아웃사이더즈와 함께 연주했지만 1965년에 대학에 다니기 위해 그들을 떠났다. 그들이 다음 해에 〈Time Won't Let Me〉로 전국적인 인기를 얻은 후에, 폭스는 그들의 드러머가 초연된 후에 그들과 함께 놀기 위해 일시적으로 돌아왔다. 학교로 돌아가기 위해 그들을 다시 떠난 후, 폭스는 비틀즈, 더 후, 야드버즈와 같은 브리티시 인베이전 밴드들의 사운드에 크게 영향을 받은 자신의 밴드를 결성하는 것에 대해 생각하기 시작했고 1966년 학교 친구 로니 실버먼(기타), 베이시스트 톰 크리스, 키보디스트 필 지알롬바도와 팀을 이루었다.
제임스 갱의 초기 라인업은 드러머 폭스, 크리스(베이스), 실버먼(기타), 지알롬바도(보컬, 키보드)로 구성됐으며 리드 기타 25명을 오디션을 본 뒤 그렉 그랜딜로와 함께 하기로 했다. 그는 곧 데니스 챈들러로 교체되었는데, 그는 당시 존 "마우스" 미칼스키의 뒤를 이었으며, 그는 카운트 파이브와 함께 "사이코틱 리액션"으로 전국적인 인기를 누렸다.
잠시 후, 폭스는 조립되고 있는 아홉 조각의 리듬 앤 블루스 밴드의 오디션에 초대되었다. 폭스는 처음에는 이 제안을 거절했지만, 군에서 갓 제대한 지역 기타계의 전설 글렌 슈워츠가 참석한다는 소식을 듣고 마음을 바꿨다. 슈워츠의 연주를 듣고, 그의 영향력 중 두 가지가 스펜서 데이비스 그룹과 제프 벡이라는 말을 들은 후, 폭스는 감동했고 슈워츠를 제임스 갱에 합류하도록 초대했다. 하지만, 미칼스키는 글렌의 연주에 매료되지 않았고 즉시 밴드를 떠났다. 로니 실버먼도 곧 군대에 입대하기 위해 떠났다. 그리고 나서 빌 제릭은 슈워츠와 함께 연주하도록 데려왔다. 불행하게도, 이 밴드의 초기 라인업들 중 어떤 것도 음반을 발매하지 않았다.
1967년 크리스마스 무렵, 군대에서 무단이탈로 밝혀져 아내와 헤어지던 슈워츠는 밴드를 떠나 캘리포니아로 이주하기로 결심했고, 그곳에서 그는 결국 밴드 퍼시픽 가스 & 일렉트릭를 결성하게 되었다.
1968년 새해가 시작되고 바로 며칠 후, 슈워츠의 친구인 조 월시가 폭스의 문을 두드렸고 글렌의 후임으로 입단 테스트를 받을 것을 요청했다. 월시는 받아들여졌고 밴드는 그 당시 여전히 고등학생이었던 지알롬바도가 떠날 때까지 짧은 시간 동안 5곡으로 계속되었다. 제릭과 월시는 기타 부분에서 함께 일했지만 1968년 봄에 제릭도 결국 떠났다. 그는 군에서 제대한 로니 실버먼으로 대체되었다.
1968년 6월 9일 일요일, 그 그룹은 크림을 위한 그랜드볼룸 오프닝에서 디트로이트에서 콘서트를 열었다. 마지막 순간에, 실버먼은 다른 사람들에게 그가 쇼에 참가하지 않을 것이라고 알렸다. 돈이 절실히 필요한 그 밴드는 트리오로 무대에 섰다. 그들은 3인조처럼 그들의 사운드를 좋아했고 그렇게 남기로 결정했다.

## 음반 목록

### 정규 음반
- 《Yer' Album》 (1969)
- 《James Gang Rides Again》 (1970)
- 《Thirds》 (1971)
- 《Straight Shooter》 (1972)
- 《Bang》 (1973)
- 《Miami》 (1974)
- 《Newborn》 (1975)
- 《Jesse Come Home》 (1976)

### 라이브 음반
- 《James Gang Live in Concert》 (1971)